# David Lorain
David Lorain est un tireur sportif français, membre de la société de tir de Nancy.

## Biographie
David Lorain a débuté le tir à Épinal, puis à Thaon-les-Vosges avant de rejoindre la Société de tir de Nancy. Il a fait partie de l'équipe de France de tir au pistolet entre 2013 et 2018. Il mène en parallèle une carrière d'entraîneur.

## Palmarès

### 2012 - 2013
- 2e place place lors de l'épreuve de tir au pistolet libre lors des 36 èmes championnats de France de tir à 25/50 mètres organisés à Volmerange-les-Mines[3].

### 2016 - 2017
- 2e place place lors de l'épreuve de tir au pistolet libre lors des 40èmes championnats de France de tir à 25/50 mètres organisés à Bordeaux[4],[5].

### 2017 - 2018
- 1re place place lors de l'épreuve de tir au pistolet libre[6] lors des 41èmes championnats de France de tir à 25/50 mètres organisés au Centre national de tir sportif à Chateauroux[4].
- 2e place place au championnat de France à l'épreuve de précision au pistolet à 10 mètres, à Tarbes[7].

### 2018 - 2019
- 1re place place lors de l'épreuve de tir au pistolet à percussion centrale lors des 42èmes championnats de France de tir à 25/50 mètres organisés à Moulins[8].
- 2e place place lors de l'épreuve de tir au pistolet standard lors des 42èmes championnats de France de tir à 25/50 mètres organisés à Moulins[9]
- 3e place par équipe lors de l'épreuve de tir au pistolet à percussion centrale lors des 42èmes championnats de France de tir à 25/50 mètres organisés à Moulins[10] avec Thomas Delacourt et Pierre Valentin[11].

### 2019 - 2020
- 2e place place par équipe (Société de tir de Nancy), avec Thomas Delacourt et Pierre Valentin lors de l'épreuve pistolet standard du championnat de France 10/18m à Niort.
- 5e place place au championnat de France lors de l'épreuve de précision au pistolet à 10 mètres, à Niort[12].

### 2021 - 2022
- 2e place par équipe (Société de Tir de Nancy) au championnat de France 10/18 mètres à Besançon à l'épreuve Pistolet standard 10 mètres par équipe  (sénior 1, hommes - Thomas Delacourt - David Lorain - Pierre Valentin)[13]
- 4e place par équipe (Société de Tir de Nancy) au championnat de France 10/18 mètres à Besançon à l'épreuve Pistolet précision 10 mètres par équipe (Société de Tir de Nancy) (sénior 1, hommes - Pierre Valentin - David Lorain - Tom Stepanoff)[14]
- 2e place par équipe (Société de Tir de Nancy) au championnat de France des clubs pistolet 10 mètres 2e division à Longuenesse (Laurène Teychené - Thomas Delacourt - David Lorain - Tom Stepanoff - Pierre Valentin)[15]
- 2e place individuelle au championnat de France 25/50 mètres à Volmerange-les-Mines à l'épreuve Pistolet libre 50 mètres[16]
- 2e place par équipe (Société de Tir de Nancy) au championnat de France 25/50 mètres à Volmerange-les-Mines à l'épreuve Pistolet 25 mètres (sénior 1, hommes - Thomas Delacourt - David Lorain - Pierre Valentin)
- 7e place individuelle et 2e place par équipe (Société de Tir de Nancy) au championnat de France 25/50 mètres à Volmerange-les-Mines à l'épreuve Pistolet standard (sénior 1, hommes - Thomas Delacourt - David Lorain - Pierre Valentin)

### 2022 - 2023
- 2e place au championnat de France 10/18 mètres à Montluçon à l'épreuve pistolet 10 mètres[17],[18].
- 1re place par équipe  (Société de Tir de Nancy) au championnat de France 25/50/300 mètres à Châteauroux à l'épreuve Pistolet 25 mètres (équipe sénior 1, hommes - Thomas Delacourt - David Lorain - Pierre Valentin)
- 4e place par équipe au championnat de France 25/50/300 mètres à Châteauroux à l'épreuve Pistolet percussion centrale 25 mètres (équipe sénior 1, hommes - Thomas Delacourt - David Lorain - Pierre Valentin)[19]
- 6e place par équipe au championnat de France 25/50/300 mètres à Châteauroux à l'épreuve Pistolet libre 50 mètres (équipe sénior 1, hommes - Thomas Delacourt - David Lorain - Pierre Valentin)[20]
- 6e place par équipe au championnat de France 25/50/300 mètres à Châteauroux à l'épreuve Pistolet standard 25 mètres (équipe sénior 1, hommes - Thomas Delacourt - David Lorain - Pierre Valentin)[21]
- 3e place au championnat de France 25/50/300 mètres à Châteauroux à l'épreuve pistolet 25 mètres S1[22].
- 3e place au championnat de France 25/50/300 mètres à Châteauroux à l'épreuve pistolet libre 50 mètres S1[20].
- 7e place au championnat de France 25/50/300 mètres à Châteauroux à l'épreuve pistolet percussion centrale 25 mètres S1[19].